# Équipe du Canada de triathlon
 (décembre 2023).
Si vous disposez d'ouvrages ou d'articles de référence ou si vous connaissez des sites web de qualité traitant du thème abordé ici, merci de compléter l'article en donnant les références utiles à sa vérifiabilité et en les liant à la section « Notes et références ».
 (décembre 2023).
L´Équipe nationale canadienne de triathlon représente le Canada dans les compétitions internationales de triathlon.
En 2006, les membres de l'équipe nationale sont :
- Simon Whitfield,
- Brent McMahon,
- Paul Tichelaar,
- Kyle Jones